# Wola
Wola es un dzielnica (distrito) de Varsovia. Es el cuarto distrito con más habitantes de Varsovia y uno de los más densamente poblados. En él está la antigua aldea de Wielka Wola, incorporada a Varsovia en 1916. En el distrito siempre ha sido el polígono industrial con las tradiciones que se remontan a principios del siglo XIX, aunque actualmente se ha convertido en una gran barrio de oficinas y múltiples residencias. Gran parte de los museos de Varsovia se encuentran en este distrito, además de que aquí se asientan numerosos cementerios, entre ellos el más famoso de Polonia; el Cementerio Powązki.

## Historia
Mencionado por primera vez en el siglo XIV, se convirtió en el sitio de las elecciones, desde 1573 hasta 1764, de los reyes polacos por la szlachta (o la Nobleza de Polonia y Lituania) de la Commonwealth polaco-lituana, también conocida como la República de las Dos Naciones.
El distrito de Wola más tarde se hizo famoso por la defensa que realizó el ejército polaco de Varsovia en 1794, durante la Insurrección de Kościuszko, y en 1831 durante el Levantamiento de Noviembre, cuando Józef Sowiński y defendieron la ciudad contra las fuerzas del Imperio Ruso. Durante el Levantamiento de Varsovia (entre agosto y octubre de 1944, en plena Segunda Guerra Mundial), tuvieron varias batallas en el distrito de Wola. Alrededor del 8 de agosto, Wola fue escenario de la mayor matanza ocurrida en Polonia perpetrada por los alemanes, donde murieron entre 40.000 y 50.000 civiles. El área estaba en manos de los combatientes polacos pertenecientes a la Armia Krajowa.